# توماس دبليو. هيل
توماس دبليو. هيل (بالإنجليزية: Thomas W. Hill)‏ هو فلاح وسياسي أمريكي، ولد في 9 يناير 1817، وتوفي في 26 مايو 1879. حزبياً، نشط في الحزب الجمهوري. وقد انتخب عضو جمعية ولاية ويسكونسن.